# 金色世纪足球俱乐部
金色世纪足球俱乐部，一般簡稱「金世紀FK」，是土库曼斯坦阿什哈巴德足球俱樂部。隊名中Altyn意為「金」，Asyr意為「世紀」。

## 歷史
2015年，該隊獲得當年盃賽冠軍。

## 榮譽
土庫曼超級足球聯賽 (8)2014, 2015, 2016, 2017, 2018, 2019, 2020, 2021
土庫曼盃 (5)2009, 2015, 2016, 2019, 2020
土庫曼超級盃 (2)2015, 2016
土庫曼總統盃 (2)2010, 2011